# Humping
Le humping ou dry humping (du verbe anglais to hump dans son acception vulgaire de « baiser » et utilisé notamment pour caractériser le chien qui se frotte contre une jambe humaine, et de dry, « sec », en référence à l’absence d’échange de fluides dans cette activité) est une pratique sexuelle qui consiste à frotter ses organes génitaux contre un objet immobile ou une autre personne,. Sans équivalent en français, l'expression peut être traduite par « frottement sec » ou « frotti-frotta ». 
Il se pratique seul ou en couple. À deux, les personnes conservent au moins un vêtement pour éviter tout contact direct entre leurs sexes. Seul, il s'agit de se masturber sans utiliser ses mains, contre tout objet imaginable (accoudoir de fauteuil, rampe d'escalier, etc.).

## Santé
Pratiqué à haute intensité ou sur de longues durées le humping peut provoquer des échauffements des organes génitaux, surtout constatés chez l'homme. Un abcès au pénis a notamment été signalé par un hôpital de Melbourne. 
La pratique a en revanche l'avantage d'éviter la transmission d’infections, dans la mesure où sécrétions et muqueuses n'entrent pas en contact. 

## Dans la culture
Le humping peut être une forme d'agression sexuelle s'apparentant au frotteurisme (sur une scène de Las Vegas en 2018, une femme — habillée — a ainsi tenté de frotter son sexe contre Céline Dion).
Il est plus fréquemment présenté comme une pratique sexuelle d'adolescente (ainsi Katy Perry, nous apprend la presse américaine, a été exclue temporairement de son école à l'âge de douze ans pour avoir, dans une « interaction inappropriée »,  exercé des « poussées pelviennes » contre un arbre qu'elle imaginait être Tom Cruise[pertinence contestée]).
Les artistes allemands Dmitry Paranyushkin et Diego Agullo s'en sont inspirés pour une série de photographies de 2011 mettant en scène dans des lieux divers, en extérieur ou dans des immeubles, des hommes nus, cherchant ainsi leur plaisir dans ces frottements contre des objets de toutes sortes (façade, sol, mur, etc.).
Dans un épisode de la série télévisée The Orville, un des personnages est accusé de faits de humping sur une statue.

## Sexualité infantile
Les enfants peuvent pratiquer le humping, en se frottant sur un ourson en peluche par exemple ; il s'agit d'un comportement normal, mais qui peut alarmer si l'enfant persiste.